# Amphisbaena tragorrhectes
Amphisbaena tragorrhectes är en ödleart som beskrevs av  Paulo Emilio Vanzolini 1971. Amphisbaena tragorrhectes ingår i släktet Amphisbaena och familjen Amphisbaenidae. IUCN kategoriserar arten globalt som otillräckligt studerad. Inga underarter finns listade i Catalogue of Life.